# James Coleman
James Samuel Coleman (ur. 12 maja 1926 w Bedford, zm. 25 marca 1995 w Chicago) – amerykański socjolog zajmujący się socjologią edukacji i polityką społeczną. Był również jedną z pierwszych osób posługujących się terminem "kapitał społeczny".

## Życiorys
We wczesnym dzieciństwie James Coleman wraz z rodzicami wielokrotnie zmieniał miejsca zamieszkania, by w końcu osiąść w Louisville w stanie Kentucky, gdzie w 1944 r. ukończył szkołę średnią. Zapisał się na studia do jednej z tzw. "małych szkół" w Wirginii, ale opuścił ją po powołaniu do służby w marynarce wojennej Stanów Zjednoczonych w czasie II wojny światowej. Po zwolnieniu ze służby przeniósł się na Purdue University, gdzie w 1949 r. otrzymał tytuł inżyniera w dziedzinie chemii. Przez krótki czas pracował jako chemik dla Eastman Kodak, następnie zdecydował się kontynuować naukę w obszarze nauk społecznych na Uniwersytecie Columbia. Tytuł doktora socjologii otrzymał w 1955 r, pracując jednocześnie jako asystent w Bureau of Applied Social Research. Na Columbia University należał do zebranego przez Paula Lazarsfelda oraz Roberta Mertona grona młodych badaczy określanych jako szkoła socjologiczna Uniwersytetu Columbia, skupiającej się na mezosocjologii. Oprócz Colemana należeli do niej m.in. tacy badacze jak Seymour Martin Lipset, Peter Blau, Lewis A. Coser czy Amitai Etzioni.
Po obronie doktoratu wykładał na Uniwersytecie w Chicago (1956-1959) i Uniwersytecie Johna Hopkinsa (1959-1973). Po roku 1973 wrócił do Chicago by tam poprowadzić National Opinion Research Center
W 1991 został mianowany prezesem American Sociological Association. W latach 1970–1973 był członkiem Science Advisory Committee przy prezydencie Richardzie Nixonie.
Za swój dorobek został uhonorowany licznymi nagrodami, doktoratami honoris causa i honorowymi członkostwami (był m.in. honorowym członkiem Polskiego Towarzystwa Socjologicznego).

## Działalność naukowa
Coleman był autorem 30 książek i monografii oraz ponad 300 artykułów i rozdziałów w książkach. Jego prace odcisnęły istotne piętno na wielu dziedzinach: teorii socjologicznej, metodach badań społecznych czy socjologii edukacji. Książka Foundations of Social Theory w ankiecie Międzynarodowego Stowarzyszenia Socjologicznego została uznana za jedną z najważniejszych prac socjologicznych końca XX wieku.

### Badania nad szkolnictwem
W 1965 roku Colemanowi zlecono poprowadzenie (wraz Ernestem Campbellem) projektu badawczego na temat dostępu do edukacji w Stanach Zjednoczonych. Był to jeden z największych projektów badawczych w historii nauk społecznych, z próbą liczącą ponad 150 tys. uczniów. Wynikiem tego badania był opublikowany w 1966 roku obszerny (ponad 700-stronicowy) raport zatytułowany Equality of Educational Opportunity (nazywany w skrócie Raportem Colemana lub EEO). Zapoczątkował on trwającą do dzisiaj debatę na temat efektywności amerykańskiego szkolnictwa. Autorzy raportu wskazywali, że wiele czynników uznawanych dotąd za decydujące (np. poziom wydatków na ucznia, wykształcenie nauczycieli, wyposażenie szkoły) ma niewielki wpływ na wyniki osiągane przez uczniów. Zaobserwowano natomiast decydujący wpływ środowiska z jakiego pochodzi dany uczeń. Z tego też powodu raport był wielokrotnie prezentowany jako argument przeciwko dotowaniu szkół ze środków publicznych.
Raport wskazywał przy tym, że na wyniki osiągane przez uczniów wpływ mają zarówno ich własne pochodzenie społeczne, jak i, w mniejszym stopniu, pochodzenie społeczne pozostałych członków klasy szkolnej. Dawał więc bezpośrednie wskazówki polityce społecznej nastawionej na zmniejszanie nierówności społecznych i desegregację – należało tworzyć klasy o mieszanym składzie społecznym i rasowym.
Kwestie skuteczności polityki desegregacji zostały rozwinięte w projekcie badawczym związanym z Urban Institute w Waszyngtonie (raport Trends in School Segregation z 1975 r.). Poddano w nim analizie skutki programu dowożenia czarnych uczniów pochodzących z niższych klas społecznych do mieszanych rasowo szkół zdominowanych przez wyższe klasy społeczne (tzw. desegregation busing). Coleman zauważył, że w odpowiedzi na program desegregacji, rodzice białych uczniów przenosili swoje dzieci do innych szkół. Efekt ten określony został jako "ucieczka białych" (white flight) i w konsekwencji zadecydował o fiasku desegregation busing. Jak bowiem wynikało z wcześniejszego raportu Colemana (EEO) czarni uczniowie mogli skorzystać na zintegrowanej edukacji tylko wtedy, kiedy w klasach przeważać będą uczniowie biali.
Tezy Colemana o "ucieczce białych" nie zostały dobrze przyjęte w wielu kręgach badawczych, żądających nawet jego usunięcia z American Sociological Association. Nie doszło jednak do tego, a 20 lat później Coleman został nawet wybrany prezesem tego stowarzyszenia.

## Wybrane Publikacje
- Union Democracy. New York: The Free Press of Glencoe, 1956. Brak numerów stron w książce (razem z Seymourem Lipsetem i Martinem Trow)
- Community Conflict. New York: The Free Press of Glencoe, 1957. Brak numerów stron w książce
- Social Climates in High Schools. US Department of Health, Education, and Welfare, 1961. Brak numerów stron w książce
- The Adolescent Society. New York: The Free Press of Glencoe, 1961. Brak numerów stron w książce
- Introduction to Mathematical Sociology. New York: The Free Press of Glencoe, 1964. Brak numerów stron w książce
  - wydanie polskie: Wstęp do socjologii matematycznej. Warszawa: Państwowe Wydawnictwo Ekonomiczne, 1968. Brak numerów stron w książce
- Models of Change and Response Uncertainty. Englewood Cliffs, NJ: Prentice-Hall, 1964. Brak numerów stron w książce
- Adolescents and the Schools. New York: Basic Books, 1965. Brak numerów stron w książce
- Equality of Educational Opportunity. Washington D.C.: US Government Printing Office, 1966. Brak numerów stron w książce (razem z E.Q. Campbell, C.J. Hobson, J. McPartland, A.M. Mood, F.D. Weinfeld i R.L. York)
- Medical Innovation. Indianapolis: Bobbs-Merrill, 1966. Brak numerów stron w książce (razem z Elihu Katz i Herbertem Menzelem)
- Macrosociology: Research and Theory. Boston: Allyn and Bacon, 1970. Brak numerów stron w książce (razem z Amitai'em Etzionim i Johnem Porterem)
- Resources for Social Change: Race in the United States. New York: John Wiley, 1971. Brak numerów stron w książce
- Information Systems and Performance Measures in Schools. New Jersey: Educational Technology Publications, 1972. Brak numerów stron w książce (razem z Nancy L. Karweit)
- The Mathematics of Collective Action. London: Heinemann Educational Books, 1973. Brak numerów stron w książce
- Youth: Transition to Adulthood. Chicago: University of Chicago Press, 1974. Brak numerów stron w książce (redakcja)
- Power and the Structure of Society. New York: W.W.Norton, 1974. Brak numerów stron w książce
- Qualitative and Quantitative Social Research: Papers in Honor of Paul F. Lazarsfeld. New York: The Free Press, 1979. Brak numerów stron w książce (redakcja z Robertem Mertonem i Peterem Rossi)
- Longitudinal Data Analysis. New York: Basic Books, 1981. Brak numerów stron w książce
- The Asymmetric Society. Syracuse, NY: Syracuse University Press, 1982. Brak numerów stron w książce
- High School Achievement: Public, Catholic, and Private Schools Compared. New York: Basic Books, 1982. Brak numerów stron w książce (razem z Thomasem Hofferem i Sally Kilgore)
- Becoming Adult in a Changing Society. Paris: OECD, 1985. Brak numerów stron w książce (razem z Torstenem Husénem)
- Approaches to Social Theory. 1986. Brak numerów stron w książce (redakcja z Siegwartem Lindenbergiem i Stefanem Nowakiem)
- Individual Interests and Collective Action. Russell Sage Foundation, 1986. Brak numerów stron w książce
- Public and Private High Schools: The Impact of Communities. New York: Basic Books, 1987. Brak numerów stron w książce (razem z Thomasem Hofferem)
- Foundations of Social Theory. Cambridge, MA: Harvard University Press, 1990. Brak numerów stron w książce
- Equality and Achievement in Education. Boulder, CO: Westview Press, 1990. Brak numerów stron w książce
- Social Theory for a Changing Society. Boulder, CO – New York: Westview Press – Russell Sage Foundation, 1991. Brak numerów stron w książce (redakcja z Pierre'em Bourdieu)
- Rational Choice Theory: Advocacy and Critique. Newbury Park, CA: Sage Publications, 1992. Brak numerów stron w książce (redakcja z Thomasem Fararo)
- Parents, Their Children, and Schools. Boulder, CO: Westview Press, 1993. Brak numerów stron w książce (redakcja z Barbarą Schneider)